# Ферри, Брайан
Брайан Ферри (англ. Bryan Ferry; род. 26 сентября 1945[…], Вашингтон, Англия) — британский музыкант, певец, клавишник и автор песен, получивший известность как сооснователь и лидер группы Roxy Music. С группой Ферри выпустил 8 альбомов (три из которых — Stranded, Flesh and Blood и Avalon — поднимались на вершину британских чартов) и 24 сингла (включая чарттоппер Jealous Guy). Ещё будучи в Roxy Music Ферри начал успешную сольную карьеру (выпустив 12 успешных альбомов и 39 синглов), которая продолжается по сей день.

## Биография
Брайан Ферри родился 26 сентября 1945 года в селении Вашингтон неподалёку от Сандерленда в семье фермера Фреда Ферри, подрабатывавшего на местной шахте. С лучшими образцами поп- и джаз- музыки мальчика знакомила тетя Этель. Брайан был восприимчивым учеником. В 11 лет он победил в местном радиоконкурсе и выиграл билеты на концерт Билла Хейли.
В выпускном классе школы Washington Grammar-Technical School (сейчас известной как просто Washington School) на улице Спаут-лейн Брайан, отлично рисовавший, подумывал о профессии художника. В 1963 году он стал студентом Даремского университета, но проучился здесь год, вскоре став студентом факультета живописи Ньюкастлского университета, где занимался под руководством известного британского художника Ричарда Хамилтона. Осенью 1967 года Брайан Ферри продемонстрировал успехи на артистическом поприще, проведя в Дареме двухнедельную выставку своих художественных работ.
Спустя полгода уже как дипломированный художник Ферри приехал в Лондон, где продолжал писать картины и заниматься керамикой. В 1969 в столице прошли ещё две выставки его работ. В свободное от живописи время Ферри давал уроки гончарного мастерства в женской школе, реставрировал антиквариат и подрабатывал водителем грузовика. Будучи педагогом, он устраивал на уроках самовольные прослушивания музыкальных записей, из-за чего, в конечном итоге, и лишился места.

### Начало музыкальной карьеры
В 1964 году Ферри образовал группу The Banshees, которая играла ритм-энд-блюз и композиции Чака Берри (часть из этих вещей позже вошла в альбом «These Foolish Things»). Будучи студентом университета, по-прежнему разрываясь между живописью и музыкой, он стал участником университетской ритм-н-блюзовой команды The Gas Board, в которой играл также будущий бас-гитарист Roxy Music Грэм Симпсон и будущий кинорежиссёр Майк Фиггис. Менеджером группы — соул-октета с обширной ритм-секцией (где Брайан не только пел, но и играл на саксофоне) — некоторое время был Крис Райт, позже один из сопредседателей фирмы Chrysalis.
Прежде чем образовать Roxy Music, Ферри прошёл прослушивание в King Crimson, которые после ухода Грега Лэйка искали басиста: в качестве такового он был отвергнут, но получил хорошие рекомендации от Роберта Фриппа — для Дэвида Эйнховена, руководителя компании EG Records, дочерней по отношению к Island. Здесь Ферри сначала попросили записать сольный альбом с сессионными музыкантами, но когда тот отверг все кандидатуры, предоставили ему свободу выбора. Первым, к кому обратился Ферри, был басист Грэм Симпсон, также из Gas Board. Ферри вспоминал о нём как о «парне со странностями», который всё более уходил в себя и постепенно утратил способность общаться с окружающими. (Впоследствии Симпсон выпал из поля зрения всех, кто его знал, и о том, что стало с ним позже, ничего не известно). За неделю до Большого Западного фестиваля он ушёл из состава. На его место прибыл Джон Портер, гитарист Gas Board, но был заменен Риком Кентоном, приятелем Пита Синфилда, продюсера первого альбома. В ходе европейского тура группа также использовала американца Сэла Мейда, который до этого был практически неизвестен даже в родном Нью-Йорке.

### Образование Roxy Music
В начале 1971 года к Roxy Music присоединились саксофонист и гобоист Энди Маккей, электронщик Брайан Ино (севший за синтезатор, принадлежавший Маккею), а летом — ударник Декстер Флойд, которого ещё до начала работы над первым альбомом сменил Пол Томпсон. Гитаристом после многочисленных прослушиваний был выбран Фил Манзанера. Некоторое время в группу входил Дэвид О’Лист (экс-The Nice; ранние записи у Джона Пила были сделаны с его участием), после ухода которого к составу присоединились гитарист Фил Манзанера и ударник Пол Томпсон.
Первая реакция на группу, составленную из прежде никому не известных музыкантов, была очень теплой: на радио её поддержал Джон Пил, в прессе — журналист Ричард Уильямс. Roxy Music приписали к глэм-движению, но критики признавали, что группа исполняла гораздо более сложную, экспериментальную музыку, чем Дэвид Боуи и другие представители глэма. Отмечались юмор и самоирония, — в текстах, имидже и дизайне.
Первые два альбома, Roxy Music и For Your Pleasure принесли группе авторитет авангардистов-новаторов, избравших для своих экспериментов поп-формат. Своим успехом группа во многом была обязана необычному вокалу и имиджу фронтмена, обладавшего, кроме того, своеобразным поэтическим даром, реализовавшимся в ироничных текстах ранних Roxy Music. Ярким «фасадом» творчества Roxy Music стали обложки альбомов с фотографиями моделей: инициатором этого гиммика был Ферри, который со многими из этих девушек имел близкие отношения. В частности, Амандой Лир, выходящей из «ягуара» на обложке For Your Pleasure.
После выхода двух первых альбомов Ино, разочарованный тем, что его радикальные идеи не находят должного отклика у коллег, покинул состав и Ферри остался здесь неоспоримым лидером. В это время начались его отношения с моделью Джерри Холл, которая снялась в нескольких видео к его сольным синглам, в том числе «Let’s Stick Together» и «The Price of Love». Ферри познакомился с Холл в тот день, когда та позировала для обложки альбома Siren в Уэльсе летом 1975 года. В автобиографии («Tall Tales») Холл рассказала, как в студии она не могла смыть голубую краску, которой её покрыли для съёмок. Ферри отвез её домой в лондонском Холланд-парке, пообещав, что там-то краска отмоется: так начался их роман.

### Начало сольной карьеры
По возвращении в Англию с первых американских гастролей в начале 1973 года Ферри (параллельно со вторым альбомом группы) подготовил и первый сольник These Foolish Things, вышедший в октябре 1973 года. Здесь он предстал в роли интерпретатора, перезаписав в характерной драматичной манере композиции Rolling Stones («Sympathy for the Devil»), The Beatles («You Won’t See Me») и других артистов. Альбом поднялся до #4 в британском хит-параде (год спустя став «золотым»), а сингл «A Hard Rain’s a-Gonna Fall» (кавер-версия песни Боба Дилана) стал Тор 10-хитом. Активное участие в работе над этим и дальнейшими сольными альбомами певца принимали участие Томпсон, Манзанера и Эдди Джобсон, так что в каком-то смысле их можно считать альтернативной ветвью творчества Roxy Music.
В перерывах между успешными гастролями Roxy Music по Европе и относительно удачным туром по Штатам Ферри подготовил вторую сольную пластинку Another Time, Another Place (#14). В альбоме была представлена одна авторская композиция, заглавный трек. Остальной материал составили кавер-версии поп- и ритм-н-блюзовых стандартов. Композиция из репертуара группы The Platters «Smoke Gets in Your Eyes», выпущенная синглом, поднялась до #17 в английском поп-чарте.
В декабре 1974 года Брайан Ферри вышел в серию сольных концертов, один из которых с аншлагом прошёл в лондонском Ройал Алберт-холле. Здесь Ферри выступил в сопровождении симфонического оркестра, облаченный в смокинг: этот сценический имидж стал вскоре его фирменным стилем. Для последовавшего мирового турне Roxy Music он использовал иной образ, одевшись в военную форму американской армии и меняя её на экипировку гаучо (потомков испанцев и американских индейцев)..
Коммерческий успех Ферри принес альбом Let’s Stick Together, подготовленный и записанный им весной 1976 года в сотрудничестве с гитаристом Крисом Спеддингом. Заглавный трек поднялся до 4-го места в британском хит-параде. В 1976 году композиция Леннона-Маккартни «She’s Leaving Home» в исполнении Ферри вошла в документальный фильм «All This and World War II».
Вслед за лонгплеем вышел мини-альбом «Extended Play» (1976), куда вновь были включены кавер версии, в частности, «The Price of Love» The Everly Brothers (получившая наибольшую раскрутку на радио), «Shame Shame Shame» Джимми Рида, «It’s Only Love» The Beatles и «Heart on My Sleeve», написанный дуэтом Gallagher & Lyle.
В конце 1977 года Холл ушла от Ферри к Мику Джаггеру. До сих пор он старается не комментировать этот эпизод своей жизни, но считается, что «Kiss and Tell» из альбома Bête Noire — его ответ на книгу Холл, в котором та обнародовала многие подробности их интимных отношений. Сольный альбом The Bride Stripped Bare был также во многом навеян его чувствами, связанными с разрывом.
В декабре 1977 Ферри прибыл в Швейцарию, и, арендовав этаж одного из отелей в Монтре, три месяца работал над новым альбомом с сессионными музыкантами (Уодди Уотчел, Рик Маротта, Нил Хаббард, Алан Спеннер). Альбом The Bride Stripped Bare (c синглом «Sign of the Times») не имели большого успеха (из-за чего Ферри отменил запланированный на лето 1978 года британский тур), но получили полную поддержку музыкальной критики.
Четвёртый сольный альбом Ферри In Your Mind (1977) поднялся на вершину хит-парада Австралии и в Британии был пятым. Но гастроли по Англии и США (в которых Ферри аккомпанировали, в числе прочих, Крис Спеддинг, Джон Уэттон, Энн Оделл, Крис Мерсер, Мел Коллинз и Мартин Дровер) оказались самыми неудачными за всю его карьеру.

### Roxy Music: возрождение и распад
Когда стало ясно, что альбом не оправдывает коммерческих ожиданий (сингл «Sign of the Times» поднялся в Британии лишь до 37 места), Ферри решил возродить Roxy Music — с Манзанерой, Томпсоном и Маккеем. Альбомы Manifesto (1978), Flesh and Blood (1980) и Avalon (1982) имели значительный коммерческий успех; два последних поднимались на вершину британских альбомных чартов. Пика новой популярности группы ознаменовал успех сингла «Jealous Guy», записанного как трибьют Джону Леннону.
После продолжительных и изнурительных гастролей в поддержку Avalon, Ферри решил распустить группу. Он женился на Люси Хэлмор, младшей дочери знаменитого британского издательского магната Гиннеса и окончательно переселился в Нью-Йорк.
В 1984 году Брайана постиг удар: умер его отец, живший в последние годы в доме певца и игравший очень важную роль в его жизни. Альбом 1985 года Boys and Girls, посвященный памяти отца, поднялся в Британии до первого места и не выходил из чартов более года. Отсюда же вышел «Slave to Love», один из самых известных сольных хитов Ферри. Также в 1985 году Ферри выступил на благотворительном концерте Live Aid в Лондоне, где его сет прошёл с многочисленными техническими накладками (у барабанщика сломалась палочка, пропал звук у стратокастера Дэвида Гилмора, аккомпанировавшего Ферри).
Следующий альбом Bete Noire, как и предыдущий, стилистически мало отличался от музыки поздних Roxy Music: обе пластинки были танцевальными, выразительными, изящно аранжированными и несли в себе общее настроение изящной непринужденности. Между тем, идею первого сингла «The Right Stuff» была подсказана песней The Smiths «Money Changes Everything». Гитарист Джонни Марр, соавтор трека, записал здесь гитарные партии и с Ферри сыграл эту композицию (наряду с «Kiss and Tell») в телешоу NBC "Saturday Night Live.
В конце 1988 году Брайан Ферри впервые за пять лет вышел на гастроли, которые стартовали четырьмя концертами на лондонском стадионе «Уэмбли». По окончании гастролей он занялся подготовкой восьмого сольного альбома, с рабочим названием «Horoscope». Финансовые проблемы, некоммерческий характер некоторой части материала и перфекционизм Брайана Ферри в конце концов завели его в творческий тупик. На помощь пришёл бывший гитарист Procol Harum Робин Трауэр, взявший на себя функции сопродюсера. Результаты сессий не устроили Ферри, и тогда Трауэр предложил отложить работу и вернуться к кавер-версиям поп-стандартов, из которых и была собрана компиляция Taxi (1993), поднявшаяся в Британии до 2-го места. Первым синглом из альбома вышла композиция Скримин Джей Хокинса «I Put а Spell on You».
Летом 1994 года Трауэр и Ферри провели ревизию записей, сделанных для «Horoscope», и часть материала переписали заново. Десятый сольный альбом, дополненный несколькими новыми композициями и озаглавленный Mamouna, был выпущен осенью 1994 года. В работе над пластинкой принял участие и Брайан Ино, с которым Ферри до этого не общался 21 год. Пока Ферри находился в мировом турне, в Англии вышел сборник More Than This - The Best of Bryan Ferry and Roxy Music, вскоре ставший платиновым.
В 1996 году Ферри приступил к студийному сотрудничеству с Дэйвом Стюартом из Eurythmics в проекте Alphaville. Дуэт не выпустил своих записей, но некоторые песни из этих сессий («This Love», «Sonnet 18», «Mother of Pearl») появлялись впоследствии на разных компиляциях
В 1996 Брайан Ферри записал композицию Берни Топина и Мартина Пэйджа «Dance With Life» для саундтрека «Phenomenon». В 1999 году он снялся с Аланом Партриджем в Comic Relief, благотворительном комедийном релизе компании ВВС. Песня «Which Way to Turn» (альбом «Mamouna») позже вошла в звуковую дорожку к фильму «The Walker» (2007, с Вуди Харрельсоном). В 1999 году Ферри выпустил сборник каверов «As Time Goes By», вдохновленный записями 20-х и 30-х годов (пластинка была номинирована на Грэмми), и принял участие в благотворительном шоу Net Aid, проходившем в Женеве. В 2000-м году концерты продолжились в Великобритании, Европе и в Южной Африке. 26 сентября 2000 года Брайан Ферри отметил свой 55-летний юбилей концертом в Санкт-Петербурге, который стал финальным в его мировом турне.

### 2001—2006
В 2001 году Ферри, Mанзанера, Маккей и Томпсон реформировали Roxy Music и следующие два года провели в турне, первом за 18 лет.
При поддержке Манзанеры и Томпсона Ферри записал и сольный альбом Frantic (2002): наряду с двумя кавер-версиями Боба Дилана, здесь были представлены вещи, созданные в соавторстве — в частности, с Дэйвом Стюартом и Брайаном Ино («I Thought»).
После разрыва с Люси Ферри начал отношения с танцовщицей Кэти Тёрнер, на 35 лет его моложе (её можно видеть на DVD концерта Roxy Music 2001 года). Этот союз длился недолго; Ферри некоторое время встречался со светской дамой леди Эмили Комптон, затем с Алекс Кингстон. В 2006 году он возобновил отношения с Кэти Тёрнер.
Год спустя Roxy Music выступили на фестивале Isle of Wight, а Ино рассказал о том, что работает с Roxy Music над новым материалом, заметив, что «динамическая гармония» в группе осталась такой же, как в начале 70-х.
В 2006 году Ферри подписал контракт с торговым домом Marks & Spencer на рекламу коллекции мужской одежды Autograph. В честь этого события был перевыпущен альбом Slave To Love: Best Of The Ballads.

### Dylanesque
В марте 2007 года Брайан Ферри выпустил сборник кавер-версий Боба Дилана Dylanesque и вошёл с ним в первую британскую десятку. 7 и 8 ноября 2007 года материал пластинки был представлен российским фэнам в клубе «Б1 Maximum». Брайан Ферри так прокомментировал свой релиз:
Это сборник по преимуществу ранних песен Боба Дилана. Я выбрал несколько хитов и несколько менее известных композиций, так что в результате получилась довольно сбалансированная картинка. Записывались мы в том же составе, в каком ездим на гастроли, в студии Townhouse в Лондоне. Это было очень приятно, весело и непосредственно. Некоторые из моих музыкантов очень молоды, и сталкиваться с ранними композициями Дилана им не приходилось, так что подход у них был очень свежий. Вдобавок, у этих песен замечательные слова - очень яркий язык, очень поэтичные образы.
На сцену с Барайаном Ферри вышли: барабанщик Энди Ньюмарк, принимавший участие в записи последних альбомов Roxy Music, басист Гай Пратт (известный по сотрудничеству с Pink Floyd), гитаристы Крис Спеддинг, Лео Эбрахамс (сотрудничающий с Ино) и 19-летний Оливер Томпсон, пианист Колин Гуд и саксофонист Йэн Диксон (оба — джазмены), клавишник и альтист Мэнди Драммонд, а также Сара Браун и Меша Брайан (бэк-вокал).
В ноябре 2009 года вышел новый сборник The Best of Bryan Ferry (CD/DVD), куда вошли песни только из его сольных альбомов, в том числе сингловые версии, на CD издающиеся впервые.

### Olympia
После трёхлетнего молчания Брайан Ферри выпускает новый альбом, для записи которого фактически снова собрал группу Roxy Music. Релиз альбома (на Virgin Records) состоялся 25 октября 2010 года. 9 августа вышел первый сингл из него «You Can Dance», ставший популярным клубным хитом в Европе. В записи альбома приняли участие, в числе прочих, Фил Манзанера, Энди Маккей и Брайан Ино, а также приглашённые музыканты: Scissor Sisters («Heartache By Numbers») и Groove Armada («Shameless»), Дэвид Гилмор, Джонни Гринвуд из Radiohead, Найл Роджерс (Chic), Мани (экс-Stone Roses), Фли (Red Hot Chili Peppers)
В 2011 году Брайан Ферри стал Командором ордена Британской империи. Узнав об этом, 65-летний певец выразил благодарность всем музыкантам, с которыми ему довелось работать на протяжении своей карьеры. Список представленных к высокой награде составляется ежегодно, по случаю дня рождения королевы Елизаветы II.

## Работа в кино
- В 2004 году Ферри снялся в главной роли в короткометражном фильме «The Porter» где вместе с ним снимались Макс Бейсли и Данни Миноуг.
- В 2005 году исполнил небольшую роль в фильме Нила Джордана «Завтрак на Плутоне», где сыграл элегантного, но не вполне нормального господина, который сначала «снимает» молодого человека непонятного пола (Киллиан Мёрфи), а потом пытается задушить его шелковым шнурком на переднем сиденье своего автомобиля.
- В 2018 году Ферри записал несколько песен для немецкого сериала «Вавилон-Берлин», где также появился в камео (певец на сцене во 2-м сезоне).

## Обвинения в симпатиях к нацизму
В марте 2007 года в газетах появились сообщения о том, что Ферри называет свою лондонскую студию «Фюрербункер». В интервью германской газете Welt am Sonntag, певец восторженно отозвался о фильмах Лени Рифеншталь и зданиях Альберта Шпеера. Последовали протесты еврейских организаций и призывы к Marks & Spencer разорвать с ним контракт. «Пусть себе занимается пением и воздерживается от оскорбительных комментариев такого рода. Любое восхваление нацистского режима недопустимо для евреев», — заявил лорд Джаннер. 17 апреля 2007 года Брайан Ферри принёс свои извинения, объяснив, что эти замечания были сделаны исключительно в контексте истории искусства. Он заявил, что считает «нацистский режим и его принципы порочными и отвратительными». Выступая в программе «Stina» шведского телевидения 28 апреля 2007 года, Ферри заявил, что никогда не называл свою студию «Фюрербункером» и снова повторил, что в газетном интервью говорил исключительно об искусстве, а не о нацизме вообще. 14 мая появились слухи, что Marks and Spencer разорвали контракт с Ферри по идеологическим причинам, но представитель компании объяснил, что у певца закончился контракт, и что для них нормально менять модель после двух сезонов. 29 июня Daily Mirror принесла извинения за свою статью от 16 апреля, признав, что утверждение о том, что «…мистер Ферри восхвалял нацизм» не соответствовало действительности.

## Дополнительные факты
- В течение многих лет Ферри сотрудничал с фэшн-дизайнером Энтони Прайсом (ныне известным владельцем бутика на Кингс-роуд) и брал у него консультации по вопросам имиджа и дизайна. Ники Хаслам однажды, комментируя «рок-н-ролльность» Ферри, заметила, что он, «вместо того, чтобы разгромить номер отеля, скорее, займётся его декорированием».
- Ферри и члены его семьи испытали серьёзное потрясение в декабре 2000 года на борту самолета British Airways, летевшего в Кению, когда некто Пол Мукойни, психически неуравновешенный молодой человек, ворвался в кабину пилотов. Пока его пытались обезвредить, самолет пролетел в свободном штопоре около трёх километров, прежде чем пилоты сумели выровнять курс и благополучно его посадить.
- Болеет за футбольный клуб «Ньюкасл Юнайтед» из города, в котором он вырос, но после переезда в Лондон стал также болельщиком местного «Челси»[18][19].

## Дискография

### Альбомы Roxy Music
- Roxy Music (1972)
- For Your Pleasure (1973)
- Stranded (1973)
- Country Life (1974)
- Siren (1975)
- Manifesto (1979)
- Flesh and Blood (1980)
- Avalon (1982)

### Сольные альбомы
- These Foolish Things (октябрь 1973, UK #5)
- Another Time, Another Place (июль 1974, UK #4)
- Let’s Stick Together (сентябрь 1976, UK #19, US #160)
- In Your Mind (февраль 1977, UK #5, US #126, Aust.#1)
- The Bride Stripped Bare (апрель 1978, UK #13, US #159)
- Boys and Girls (май 1985, UK #1, US #63)
- Bête Noire (октябрь 1987, UK #9, US #63)
- Taxi (апрель 1993, UK #2, US #79)
- Mamouna (5 сентября 1994, UK #11, US #94)
- As Time Goes By (15 октября 1999, UK #16, US #199)
- Frantic (18 мая 2002, UK #6, US #189)
- Dylanesque (5 марта 2007, UK #5, US #117)
- Olympia (26 октября 2010, UK #19, US #71)
- Avonmore (17 ноября 2014, UK #19, US #72)
- Bitter-Sweet (30 ноября 2018, UK #60, US #29)
- Loose Talk (2025)